# Grupo Aéreo Naval de Genzan
El Grupo Aéreo Genzan (元山海軍航空隊, Genzan Kaigun Kōkūtai) fue una unidad de guarnición de aviones y bases aéreas del Servicio Aéreo de la Armada Imperial Japonesa durante la Segunda guerra sino-japonesa y la campaña del Pacífico de la Segunda Guerra Mundial.

## Historia
El Grupo Aéreo Genzan fue fundado el 15 de noviembre de 1940 en Wŏnsan, en Corea, entonces parte del Imperio del Japón. Inicialmente era una unidad mixta equipada con 33 bombarderos Mitsubishi G3M1 Tipo 96 y 25 cazas Mitsubishi A5M4 Tipo 96 bajo el mando de la 2.ª Flota Aérea. El 15 de enero de 1941, fue reasignado al 22 Kōkū Sentai y desplegado en Hankou, en el centro de China.

### Operaciones en China
Mientras tenían su base en Hankou, los bombarderos del Grupo Aéreo Naval de Genzan se asignaron principalmente a misiones de bombardeo estratégico en la provincia de Sichuan, mientras que los cazas se asignaron a patrullas aéreas de combate y misiones de apoyo terrestre en apoyo de las operaciones del Ejército Imperial Japonés. El Grupo Aéreo Naval de Genzan se retiró de China en septiembre de 1941, regresó a su base de operaciones en Wŏnsan para recibir entrenamiento y, a finales de octubre de 1941, se desplegó en Takao, en Taiwán.

## Operaciones en el Sudeste Asiático
Con el bombardeo de Pearl Harbor y el estallido de la guerra del Pacífico, el Grupo Aéreo Naval de Genzan se desplegó en Saigón, en la Indochina francesa. El grupo fue un participante clave en el hundimiento de los buques capitales británicos HMS Prince of Wales (53) y HMS Repulse (1916) frente a la costa de Malasia el 10 de diciembre de 1941, perdiendo un avión y su tripulación durante la batalla.
El 22 de enero de 1942, bombarderos del Grupo Aéreo Naval de Genzan atacaron el aeropuerto de Kallang en Singapur y, posteriormente, brindaron apoyo aéreo para las ofensivas japonesas en Malasia, incluidos los aterrizajes en Endau. A finales de febrero, la unidad fue trasladada a Bangkok y asignada a patrullas sobre el Océano Índico; sin embargo, las instalaciones en Bangkok no eran satisfactorias y la unidad pronto fue reasignada a Palembang, en Sumatra, en las Indias Orientales Neerlandesas, y algunos aviones se desviaron a Kuching, en Sarawak.
El 1 de mayo de 1942, el Grupo Aéreo Naval de Genzan se trasladó a Rabaul, en Nueva Bretaña, para apoyar la campaña japonesa en Nueva Guinea. El grupo participó en la batalla del mar del Coral, sin éxito, y realizó numerosos bombardeos contra Puerto Moresby.
En julio, después de la cancelación de la Operación Mo, la unidad se retiró a Japón y fue acuartelada en Misawa para recibir entrenamiento. Su unidad de combate fue separada y renombrada como la 252 Kōkūtai en septiembre. El Grupo Aéreo Naval de Genzan se disolvió al ser renombrada como 755 Kōkūtai el 1 de noviembre de 1942.

## Personal asignado

### Oficiales al mando
- Capitán Izawa Ishinosuke; 15 de noviembre de 1940 - 1 de octubre de 1941
- Capitán Maeda Takanari; 1 de octubre de 1941 - 20 de septiembre de 1942 (ascendido el 15 de octubre de 1941).
- Comandante Yamashita Sakae; 20 de septiembre de 1942 - 1 de noviembre de 1942

### Suboficiales
- Comandante Minematsu Iwao; 15 de noviembre de 1940 - 10 de octubre de 1941
- Vacante - 10 de octubre de 1941 - 1 de noviembre de 1942

### Oficiales de mantenimiento
- Teniente Hata Nobukuma; 15 de noviembre de 1940 - 1 de septiembre de 1941
- Teniente Azuma Tetsuo; 1 de septiembre de 1941 - 25 de septiembre de 1942
- Teniente Kataoka Shoichi; 25 de septiembre de 1942 - 1 de noviembre de 1942

### Personal médico
- Teniente Masuoka Satoru; 15 de noviembre de 1940 - 10 de abril de 1942
- Teniente Takeyasu Sueharu; 10 de abril de 1942 - 13 de octubre de 1942
- Teniente Suzuki Keiichiro; 13 de octubre de 1942 - 1 de noviembre de 1942

### Logística
- Teniente Kishida Mizunari; 15 de noviembre de 1940 - 20 de septiembre de 1941
- Teniente Sudo Hiroshi; 20 de septiembre de 1941 - 5 de agosto de 1942
- Teniente Nagai Hora; 5 de agosto de 1942 - 1 de noviembre de 1942

### Oficiales de comunicaciones
- Teniente Ikeda Iwao; 15 de noviembre de 1940 – 15 de noviembre de 1941
- Teniente Minekawa Minoru; 15 de septiembre de 1941 - 1 de noviembre de 1942

### Oficiales de vuelo
- Comandante Masahiko Asada; 15 de noviembre de 1940 - 1 de septiembre de 1941
- Teniente Sonokawa Kameo; 1 de septiembre de 1941 - 1 de abril de 1942
- Teniente Tokoro Shigehachiro; 1 de abril de 1942 - 1 de noviembre de 1942